# Inulanthera coronopifolia
Inulanthera coronopifolia là một loài thực vật có hoa trong họ Cúc. Loài này được (Harv.) Källersjö mô tả khoa học đầu tiên năm 1986.